# Claire-Marie Le Guay
Pour les articles homonymes, voir Le Guay.
Claire-Marie Le Guay, née à Paris le 13 juin 1974, est une pianiste française.

## Biographie
Claire-Marie Le Guay commence le piano à l'âge de quatre ans, puis entre à quatorze ans au Conservatoire de Paris, où elle a étudié sous la direction de Jacques Rouvier, Pascal Devoyon et Bruno Rigutto. Elle suit ensuite les cours de Dmitri Bachkirov, Fou Ts'ong, Claude Frank, Alicia de Larrocha, Andreas Staier, William Grant Naboré, György Sebök ou Leon Fleisher. Sa carrière musicale débute à l'âge de quinze ans et lui permet de développer un vaste répertoire allant de Bach à Thierry Escaich.
Présente en tant que pianiste soliste sur les scènes internationales, lauréate de nombreux concours et des Victoires de la Musique, Claire-Marie Le Guay se distingue également par ses enregistrements, notamment des œuvres pour clavier de Bach (2017).
Elle se produit avec de grands chefs et orchestres : Daniel Barenboim, Gidon Kremer et la Kremerata Baltica ou encore Louis Langrée. Elle est aussi l'invitée de festivals tels que  celui de La Roque-d'Anthéron, le MDR Musikfestival en Allemagne et le Festival de Lockenhaus en Autriche.
Claire-Marie Le Guay contribue au partage de la musique et des connaissances, comme en témoignent ses concerts commentés ou ses engagements (enseignement comme assistante de la classe de piano de Michel Dalberto au Conservatoire de Paris depuis 2002, Eisenhower Fellow 2015). Elle fait paraître en 2018 un ouvrage autobiographique intitulé La vie est plus belle en musique, dans lequel elle livre son analyse personnelle de nombreuses composition musicales en décrivant les sentiments et émotions que leur écoute lui inspire.
Elle est une cousine de la sculptrice Marie-Laure Le Guay et du cinéaste Philippe Le Guay.

## Discographie
- Bach : Concerto italien in F major, BWV 971, Capriccio sopra la lontananza del suo fratello dilettissimo in B-Flat Major, BWV 992, Sinfonia No.11 in G Minor, BWV 797, Partita No. 1 in B Flat Major, BWV 825 (Mirare 2015) ( Pianiste Maestro (janvier 2015) - Choc de Classica (février 2015))
- Coffret Decca « Haydn-Mozart » : recueil de sonates enregistrées en jeu de miroirs (de 2007 à 2009) - (2015)
- Coffret Decca « Liszt » : avec notamment l’enregistrement de 2011 (Après une lecture de Dante – Sonate – Ballade n° 2) qui fut qualifié de « contribution magistrale » par le magazine Gramophone. - (2015)
- Coffret Decca « XXe siècle » : avec les œuvres de Dutilleux, Carter, Ravel, Sofia Gubaïdoulina, Thierry Escaich… - (2015)
- Voyage en Russie : Rachmaninov, Tchaikovski, Borodine, Moussorgski, Rimski-Korsakov, Scriabin, (Mirare 2012) -  (Pianiste Maestro (mars 2012) - 4 étoiles Classica (mars 2012) - Prise de Son d'Exception (avril 2012))
- Liszt : Sonate en si min, Après une lecture de Dante, 2e ballade (2010)
- Haydn/Mozart : L'Esprit concertant (2009)
- Haydn/Mozart : Ut mineur, ou la couleur du drame
- Haydn/Mozart : De l’aurore au zénith
- Ravel/Schulhoff : Concertos
- Liszt : Concertos & Légendes
- Gubaidulina : Portrait
- Escaich : Fantaisie concertante
- Escaich : Chorus
- Stravinsky : Petrouchka - Ravel : Daphnis et Chloé
- Confluence (duos piano et orgue)
- Dutilleux/Bartok/Carter : Sonates pour piano
- Schumann : Kreisleriana - Carnaval
- Liszt : Douze études d’exécution transcendante

## Publication
- Claire-Marie Le Guay, La vie est plus belle en musique, éditions Flammarion, 2018 (ISBN 978-2-0814-2086-1)